# Toàn cầu hóa chính trị

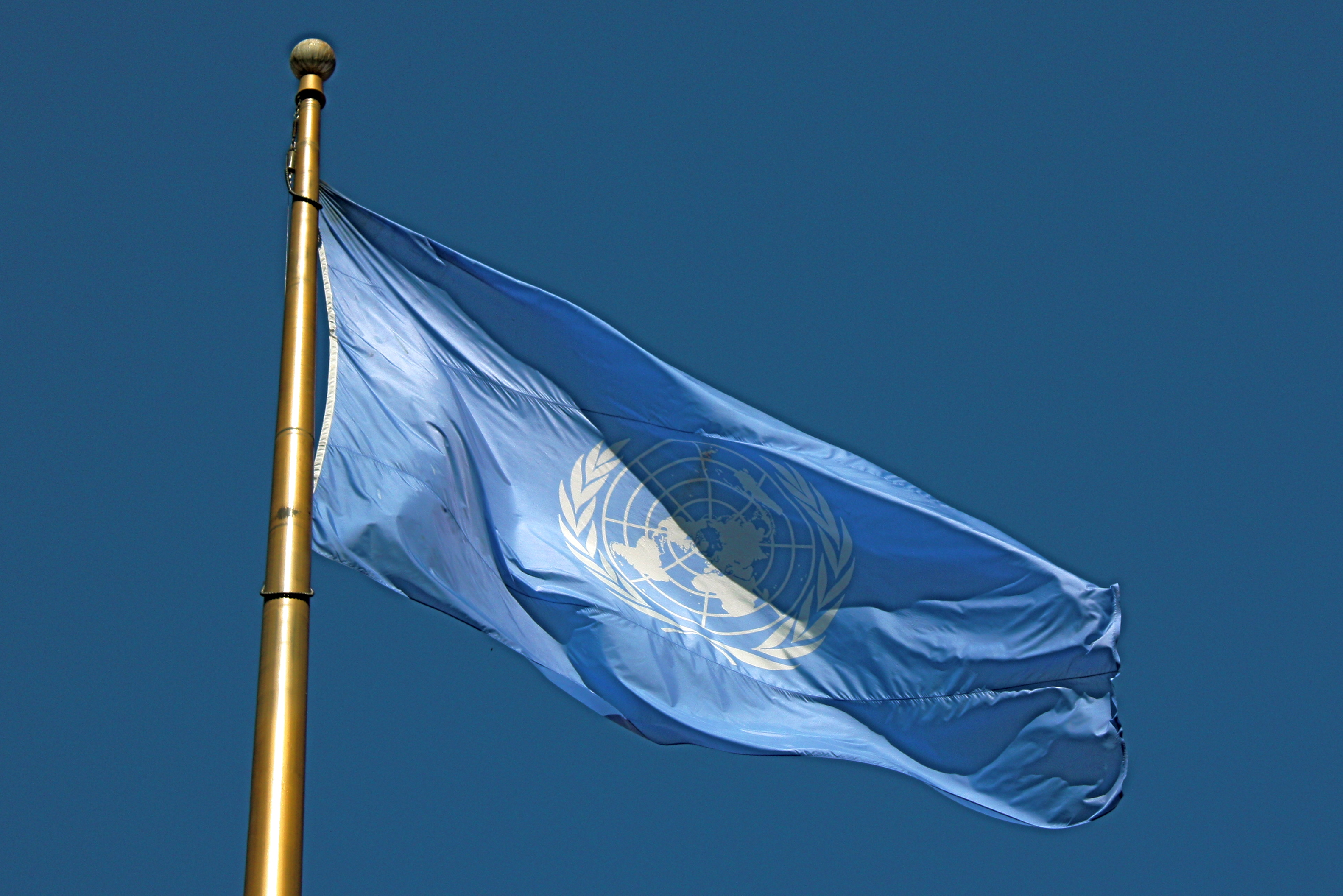
Lá cờ của Liên Hợp Quốc bay tại United Nations Plaza ở Trung tâm hành chính, San Francisco, California. LHQ là một trong những tổ chức chủ chốt trong quá trình toàn cầu hóa chính trị

Toàn cầu hóa chính trị đề cập đến sự phát triển của hệ thống chính trị trên toàn thế giới, cả về quy mô và mức độ phức tạp. Hệ thống này bao gồm các chính phủ quốc gia, các tổ chức chính phủ và liên chính phủ, cũng như các thành phần độc lập với chính phủ của xã hội dân sự toàn cầu như các tổ chức phi chính phủ quốc tế và các tổ chức phong trào xã hội. Một trong những khía cạnh quan trọng của toàn cầu hóa chính trị là tầm quan trọng ngày càng giảm của nhà nước quốc gia và sự gia tăng của các chủ thể khác trên trường chính trị. Sự thành lập và tồn tại của Liên Hợp Quốc được gọi là một trong những ví dụ kinh điển của toàn cầu hóa chính trị.
Toàn cầu hóa chính trị là một trong ba khía cạnh chính của toàn cầu hóa thường thấy trong các tài liệu học thuật, với hai khía cạnh khác là toàn cầu hóa kinh tế và toàn cầu hóa văn hóa.